# Таурагнас
Та́урагнас (лит. Tauragnas) — озеро на северо-востоке Литвы в Аукштайтском национальном парке. Самое глубокое и одно из значительных озёр страны. Относится к бассейну реки Жеймяна.
На западном берегу озера находится местечко Таурагнай. На южном берегу озера на удлиненном холме находится городище. На северном берегу озера проходит дорога 4930 Таурагнай—Шейматис—Дауноряй, на западе — 4902 Утена—Таурагнай—Кирдейкяй.
Площадь озера составляет 5,033 км². Площадь водосбора 73,6 км². Высота над уровнем моря — 164,8 м. Протяжённость — 9,5 км, максимальная ширина — 1,1 км, максимальная глубина — 62,5 м (на западе озера), а средняя глубина — 18,4 м. Направление оси находится в пределах направлений доминирующих ветров.
Надводные склоны озера поднимаются на 50—54 м выше современного уровня воды, максимальная глубина озера 62,5 м, на дне находится 8—10-метровая толща озерных отложений. Таким образом глубина котловины озера достигает 100—120 м. Озерная котловина пересекают большую часть четвертичной толщи. Дно озера достигает подморенного горизонта.
Берега озера высокие и крутые, заросшие деревьями и кустарниками. Преобладают елово-черноольховые сообщества.
В озере обитает 16 видов рыб: ряпушка, снеток, щука, плотва, елец, красноперка, верховка, линь, уклея, лещ, щиповка, вьюн, налим, окунь, ерш, подкаменщик. Литоральную часть озера обильно населяет окунь.
С 1955 года у Таурагная располагается гидрологическая станция, где измеряются уровень воды и температура, а также ледовый режим. Озеро замерзает в среднем 19 декабря, хотя бывают зимы, когда сплошной ледяной покров вообще не образуется. Средняя прозрачность воды летом составляет около 5 м. Летом озеро накапливает много тепла, поэтому средняя температура водной массы составляет 9,7 °C в октябре и 5,8 °C в ноябре. В период термической стагнации температура придонного слоя на глубине 58 м повышается до 5—6 °C, а зимой понижается до 3,5—4 °C. Температура придонного слоя непрерывно повышается с весны до осени.